# 20. Fallschirmjäger-Division
20. Fallschirmjäger-Division foi uma unidade de paraquedistas da Luftwaffe que prestou serviço durante a Segunda Guerra Mundial.

## Comandante
- Walter Barenthin, 1 de Abril de 1945 - 9 de Maio de 1945[2]